# Meleg Eszperantisták Ligája
A Meleg Eszperantisták Ligája (LSG, eszperantó: Ligo de Samseksamaj Geesperantistoj) egy eszperantó szervezet LMBT személyek részére. A szervezetet Peter Danning alapította 1977-ben. 1990 óta együttműködésben áll az Eszperantó Világszövetséggel. 1978-tól kezdve kiadja a Forumo című újságot, ezenfelül vendéglátó szolgálatot működtet és rendezvényeket szervez eszperantó kongresszusok körül.

## Céljai
A csoportnak az alábbi céljai vannak:
1. Megteremteni egy nemzetközi szolidaritást és együttműködést a tagjaik között, így támogatva a tevékenységüket az eszperantó elterjesztése, valamint a homoszexualitás társadalomba való integrációja céljából.
2. A nyelvi diszkrimináció felszámolása érdekében a meleg környezetben felhívják a figyelmet a nyelvproblémára és annak az eszperantó segítségével való megoldására.
3. A melegellenes diszkrimináció felszámolása érdekében az eszperantó környezetben felhívják a figyelmet a homoszexualitás jelentésére, értékére és problémáira.[1]

## Fordítás
- Ez a szócikk részben vagy egészben  a   Ligo de Samseksamaj Geesperantistoj című eszperantó Wikipédia-szócikk ezen változatának fordításán alapul.  Az eredeti cikk szerkesztőit annak laptörténete sorolja fel. Ez a jelzés csupán a megfogalmazás eredetét és a szerzői jogokat jelzi, nem szolgál a cikkben szereplő információk forrásmegjelöléseként.

## Külső hivatkozások
- Weboldala